# Maurice Feuillet
Pour les articles homonymes, voir Feuillet.
Maurice Alexandre Albert Feuillet, né le 18 juin 1873 dans le 9e arrondissement de Paris et mort le 15 avril 1968 dans le 16e arrondissement de Paris, est un artiste peintre, dessinateur, illustrateur et journaliste français. Fondateur du Figaro artistique, il fut un important critique d'art.

## Biographie
Né à Montmartre, Maurice Feuillet fréquente très jeune le milieu artistique de son quartier ainsi que la république du Croissant : témoin du duel au pistolet entre Paul Déroulède et Georges Clemenceau le 23 décembre 1892, il en rapporte plusieurs esquisses qu'il cède au quotidien illustré américain The Daily Graphic et se fait remarquer par la presse périodique illustrée.
Il collabore entre autres à L'Univers illustré, au Mois littéraire et pittoresque, effectuant des reportages à l'étranger en tant que correspondant international. Il travaille en lien avec la presse belge dont Le Petit Bleu du matin.

Dessins de Maurice Feuillet pour L'Univers illustré
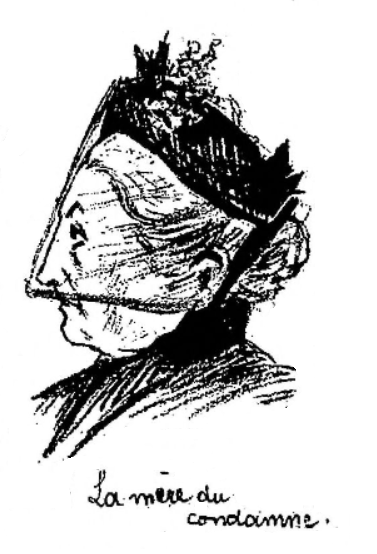
Portrait de Rose Caubet, mère de l'anarchiste Émile Henry (mai 1894)
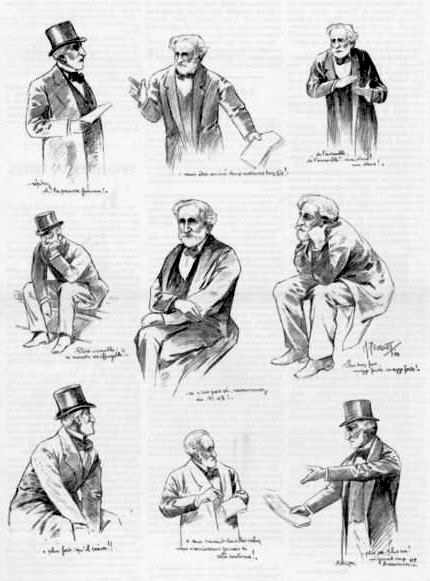
« Verdi durant les répétitions de Falstaff », gravures exécutés par Michelet d'après Feuillet (1894)

Nommé secrétaire du Comité directeur de la presse étrangère, il s'active pour défendre les droits des illustrateurs de presse en matière de reproduction. Il est membre de la Société des amis de l'Art japonais, fondée par Siegfried Bing et Charles Gillot, dirigée par Henri Vever.
En qualité de journaliste, dessinateur de croquis d'audience, il suit en particulier en avril et mai 1894 le procès aux assises de l'anarchiste Émile Henry (texte en ligne sur Gallica), puis les procès d'Émile Zola à Paris en 1898 et le second procès d'Alfred Dreyfus à Rennes, d'août à septembre 1899, pour le magazine illustré britannique Black and White (en),.
En 1901, après un passage au Frou-frou, il collabore à l'illustration du supplément de L'Assiette au beurre, les « Tartines », dirigés par Camille de Sainte-Croix. En 1904, il réalise un ouvrage destiné à célébrer les 75 ans de l'indépendance de la Belgique et qui fut présenté lors de l'exposition universelle de Liège.
En août 1914, il est mobilisé et reste en service durant toute la durée du conflit jusqu'en février 1919, après avoir été blessé en 1916, puis affecté au ministère de l'Armement.
De mai 1923 à septembre 1926, il fonde et dirige Le Figaro artistique, un supplément hebdomadaire consacré à l'art, puis devient directeur du Gaulois artistique jusqu'à la disparition du journal. Il y publie notamment une monographie critique sur René Hanin.
Le 30 octobre 1929, il est fait chevalier de la Légion d'honneur.
Parallèlement à sa carrière d'illustrateur et de critique d'art pour la presse, Maurice Feuillet se spécialise dans l'histoire du dessin depuis le XVIIe siècle et en devient un expert reconnu. Collectionneur, il fait don des nombreuses œuvres qu'il avait accumulées à la ville de Marseille. Le musée des Arts décoratifs, de la Faïence et de la Mode comporte plusieurs salles ouvertes grâce aux dons de Maurice Feuillet et de Pauline Feuillet de Borsat.

## Affiches
- Billards St Martin, 66 rue de Bondy Paris, Imprimerie Charles Verneau, 1897.
- Mme Morelli, queen of jaguars. Bostok's Hippodrome, Imprimerie Paul Dupont, 1904.

## Publications
- Paul Margueritte, Ma grande, illustrations d'après les aquarelles de Maurice Feuillet, Paris, Arthème Fayard, s.d, 1893, lire en ligne sur Gallica.
- Le monde moderne Tome 12 - Les costumes hollandais, Albert Quantin éditeur, septembre 1900.
- Exposition du livre japonais organisée au Palais des Beaux-Arts, avec Alexandre Halot, Bruxelles, Musée du Livre, 1911.
- Des conséquences juridiques de la minorité en matière de contrat de travail, Thèse, Lille, Imprimerie C. Robbe, 1912, 320p.
- Causerie d'un amateur d'art : le dadaïsme au musée de Grenoble, Paris, Le Figaro artistique, 1923.
- Exposition Frank A. Brown [1876-1962] : aquarelles, ouverte du 4 au 15 janvier 1926, Paris, 1926.
- Les dessins d'Honoré Fragonard et de Hubert Robert dans les bibliothèques et musée de Besançon[6], Paris, Léo Delteil, 1926.
- Erté : exposition de ses œuvres, Hôtel Jean Charpentier à Paris, 27 mai-10 juin 1929, catalogue par Maurice Feuillet et George Barbier, 1929.

## Marché de l'art
Les croquis d'audience réalisés par Maurice Feuillet lors des procès d'Émile Zola en 1898 et d'Alfred Dreyfus en 1899, mis en vente aux enchères le 8 décembre 2020 à Nantes, ont été en grande partie préemptés par les musées nationaux, pour enrichir les collections du Musée d'art et d'histoire du judaïsme de Paris,,.